# Вила-Бойн
Вила-Бойн (порт. Vila Boim)  —  населённый пункт и район в Португалии,  входит в округ Порталегре. Является составной частью муниципалитета  Элваш. По старому административному делению входил в провинцию Алту-Алентежу. Входит в экономико-статистический  субрегион Алту-Алентежу, который входит в Алентежу. Население составляет 1205 человек на 2007 год. Занимает площадь 25,54 км².
Покровителем района считается Иоанн Креститель (порт. São João Baptista).